# The Bling Ring

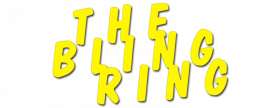
Logo von „The Bling Ring“

The Bling Ring ist ein US-amerikanisches satirisches Drama aus dem Jahr 2013. Sofia Coppola schrieb das Drehbuch und produzierte den Film. Die Verfilmung der wahren Geschichte von fünf Jugendlichen aus geordneten wirtschaftlichen Verhältnissen, die von Oktober 2008 bis August 2009 in Villen von Hollywood-Prominenten einbrachen, zeigt in den Hauptrollen neben Emma Watson und Taissa Farmiga einige Newcomer.
Der Film eröffnete am 16. Mai 2013 bei den Internationalen Filmfestspielen von Cannes die Nebenreihe Un Certain Regard. In den USA feierte der Film am 4. Juni 2013 in Los Angeles Premiere und beschloss am 9. Juni das Seattle International Film Festival. In Australien wurde The Bling Ring am 13. Juni auf dem Sydney Film Festival vorgeführt. Kinostart war am 14. Juni in den USA und am 15. Juli in Deutschland.

## Handlung
Der unauffällige Jugendliche Marc freundet sich an seiner neuen Schule mit Rebecca an. Bei einer Party in ihrem Haus suchen die beiden auf der Straße vor dem Haus nach unverschlossenen Fahrzeugen und stehlen Bargeld und Kreditkarten. Als Marc erwähnt, dass die wohlhabende Familie eines entfernt Bekannten verreist ist, schlägt Rebecca vor, in deren Haus einzusteigen. Marc fühlt sich unwohl dabei, während Rebecca Bargeld und eine Handtasche stiehlt mit dem Kommentar, dass ihr Idol Lindsay Lohan dasselbe Modell besitzt. Anschließend entwenden sie auch einen vor dem Haus geparkten Porsche 911 Cabrio. Mit dem Bargeld gehen sie auf eine Shoppingtour, bei der sie dem Luxus-Lifestyle nacheifern, den sie aus den Magazinen kennen.
Später besucht Marc mit Rebecca und ihren Freundinnen Nicki, Sam und Chloe einen Nachtclub, in dem auch Kirsten Dunst und Paris Hilton tanzen. Als Marc und Rebecca Paris Hilton im Internet suchen, stellen sie fest, dass Hilton demnächst außer Haus sein wird. Sie beschließen, sie zu bestehlen. Sie finden den Haustürschlüssel unter ihrem Abtreter und stehlen einige Schmuckstücke. Auf einer späteren Party prahlt Rebecca mit einem gestohlenen Armreif vor Nicki, Sam und Chloe. Auf Nickis Drängen hin nehmen Marc und Rebecca die drei Mädchen mit in das Haus von Paris Hilton. Sie stehlen Schuhe, Taschen, Kleidung, Bargeld und Schmuck. Später steigen Marc und Rebecca ein drittes Mal in Hiltons Haus ein. Sie wollen anschließend das Haus von Audrina Patridge aufsuchen und finden wieder im Internet heraus, wann sie nicht zu Hause sein wird. Mit dieser Methode geht die Gruppe auf Diebestour in den Häusern von Megan Fox, Orlando Bloom und dessen Freundin Miranda Kerr. Sie stehlen die üblichen Gegenstände und einige Luxus-Uhren, die Marc an Chloes Freund Ricky verkauft.
In den Nachrichten läuft derweil ein News-Bericht mit Material von Überwachungskameras, der Marc besorgt, während Rebecca sich nicht abschrecken lassen will und einen Einbruch in das Haus von Rachel Bilson plant. Inzwischen sprechen sich die Diebstähle in den Freundeskreisen der Gruppe herum, und die Mädchen prahlen mit ihren Erfolgen auf Partys und posten Fotos von Diebesgut auf sozialen Webseiten wie Facebook. Die Gruppe macht eine letzte Tour durch das Haus von Lindsay Lohan. Die Berichte über die Diebstähle in den Hollywood Hills verdichten sich inzwischen, und in den Medien wird die Gruppe als „Bling Ring“ bezeichnet. Das vorliegende Videomaterial und die Beweise in den sozialen Medien ermöglichen es den Behörden, die Gruppe zu identifizieren.
Marc, Nicki, Chloe und Ricky werden unter Arrest gestellt, während Rebecca vorerst der Festnahme entgeht, da sie zu ihrem Vater geflogen ist. Kurze Zeit später wird sie aber doch verhaftet, während die Beteiligung von Sam unentdeckt bleibt. Zum Ärger von Rebecca offenbart Marc die Details der Einbrüche. Eine Reporterin der Vanity Fair interviewt Nicki und Marc für ihre große Story. Während Marc reumütig ist, beschuldigt Nicki vehement die anderen und ist der Meinung, dass sie an die falschen Leute geraten sei. Die Gruppe wird zu hohen Gefängnis- und Geldstrafen verurteilt.
Monate später spricht Nicki in einer Talkshow über ihre Zeit im Gefängnis, wobei sie erwähnt, dass ihre Zelle direkt neben der von Lindsay Lohan war (diese saß aufgrund von Alkoholdelikten ein). Sie wendet sich direkt an die Zuschauer und empfiehlt ihnen, ihre populär gewordene Webseite zu besuchen, auf der sie ihr Leben nach dem „Bling Ring“ schildert.

## Hintergrund
Die zugrunde liegende Geschichte wurde durch den Vanity-Fair-Artikel „The suspects wore Louboutins“ von Nancy Jo Sales publik. Ihre Reportage The Bling Ring: How a Gang of Fame-Obsessed Teens Ripped Off Hollywood and Shocked the World diente Coppola als Vorlage und Inspiration für ihren Film. Der gleiche Stoff wurde in der ersten Folge (Hollywood) der Fernsehserie Law & Order: LA, die am 27. März 2013 in Deutschland erschien, aufgegriffen.
Die Dreharbeiten wurden von März bis April 2012 durchgeführt. Das Filmteam durfte in der Villa von Paris Hilton drehen. Weitere Aufnahmen entstanden im kalifornischen Los Angeles County in den Städten Malibu, Palmdale, Los Angeles, Venice Beach und Calabasas sowie in Las Vegas, Nevada.
Ein Teaser zu The Bling Ring wurde am 21. April 2013 veröffentlicht. Ein erstes Poster wurde am 2. Mai veröffentlicht, auf dem fünf Sonnenbrillen die Charaktere beschreiben sollen. Der offizielle Trailer und das Filmposter erschienen am 3. Mai und der deutsche Teaser-Trailer erschien am 15. Mai 2013. Der Film wurde in den USA am 6. September 2013 zum Download freigegeben und am 17. September 2013 als Blu-ray und DVD veröffentlicht. Seit dem 30. Dezember 2013 ist der Film in Deutschland erhältlich.

## Synchronisation
Der Film wurde bei der Berliner Synchron vertont. Tobias Neumann schrieb das Dialogbuch, Nana Spier führte die Dialogregie.
| Rolle   | Schauspieler     | Synchronsprecher     |
| ------- | ---------------- | -------------------- |
| Rebecca | Katie Chang      | Kristina Tietz       |
| Marc    | Israel Broussard | Dirk Petrick         |
| Nicki   | Emma Watson      | Gabrielle Pietermann |
| Sam     | Taissa Farmiga   | Luisa Wietzorek      |
| Chloe   | Claire Julien    | Maximiliane Häcke    |
| Laurie  | Leslie Mann      | Bianca Krahl         |
| Rob     | Carlos Miranda   | Tobias Schmidt       |
| Shannon | Erin Daniels     | Marion Musiol        |
| Ricky   | Gavin Rossdale   | Matthias Deutelmoser |
| Debbie  | Stacy Edwards    | Elisabeth Günther    |

## Rezeption

### Kritiken
„Sofia Coppola […] erzählt die Geschichte in fast dokumentarischer Manier, durchwoben von feiner Ironie. Anfangs gewährt sie Einblick ins teilweise recht bizarre Familienleben ihrer Protagonisten, verzichtet aber auf jede Psychologisierung. […] Coppola bildet […] sehr genau das Lebensgefühl einer Generation ab, für die der Schein mehr zählt als das Sein. […] So oberflächlich und morallos diese Jugendlichen sind, Coppola verurteilt sie nicht, sondern weckt eher Mitgefühl für sie. […] Ihr sanfter Spott gilt vielmehr den Promis, die keine Scheu haben, auf den diversen Internetplattformen ihr Leben bis ins nichtigste Detail öffentlich zu machen. Geradezu eine Einladung zum Überfall.“

„Die Mädchen als oberflächlich zu verurteilen oder ihren Mode- und Schönheitswahn lächerlich zu machen, das wäre jedenfalls wahrlich keine schwierige Aufgabe gewesen – und Coppola greift glücklicherweise nur selten auf satirische Mittel zurück. Problem ihres Films ist einmal mehr nicht die Atmosphäre, sondern Redundanz. The Bling Ring dreht sich in seiner ständigen Wiederholung der Beutezüge der Mädchen irgendwann nur noch im Kreis.“

### Einspielergebnis
The Bling Ring erzielte an seinem Startwochenende in den USA in fünf Kinos ein Einspielergebnis von ca. 214.000 US-Dollar. „Wir sind von dem Ergebnis überwältigt“, sagte Nicolette Aizenberg vom Verleih A24.
Der Film konnte weltweit rund 20 Millionen US-Dollar einspielen.